# 여자의 샘
<여자의 샘>은 대한민국의 여성 싱어송라이터 장덕에 의해 발표된 곡이다. 장덕의 두번째 정규 음반 《사랑하지 않을래》의 A면 4번 트랙으로 수록되어 발표되었다. 1986년 이 곡은 이은하의 장덕 작품집 음반 《미소를 띄우며 나를 보낸 그 모습처럼》에 수록되며 리메이크 되기도 했다. 이은하의 리메이크 버전은 가사를 바꾸어서 부르고 있다.